# Борущак Роман Ігорович
Борущак Роман Ігорович (21 березня 1981, с. Зимна Вода — 11 липня 2023, поблизу с. Іванівське, Донецька область) — український військовик, старший солдат 80-ї ОДШБр Збройних сил України, учасник російсько-української війни.

## Життєпис
Борущак Роман Ігорович народився 21 березня 1981 року. Проживав у селі Зимна Вода біля Львова. У 2014 році в складі 80-ї окремої десантно-штурмової бригади Десантно-штурмових військ Збройних Сил України брав участь в АТО. З початком повтомасштабної російсько-української війни воював у складі 80-тої ОДШБр.
Загинув 11 липня 2023 року під час виконання бойового завдання поблизу н. п. Іванівське Бахмутського району Донецької області. Похований 16 липня 2023 року в Зимній Воді. Залишились батьки, сестра, дружина та троє дітей.

## Нагороди
- Орден «За мужність» III ступеня (12 вересня 2023, посмертно) — за особисту мужність, виявлену у захисті державного суверенітету та територіальної цілісності України, самовіддане виконання військового обов'язку[2].